# David A. King (ingénieur)
Pour les articles homonymes, voir David King (homonymie), David A. King et King.
David Arnold King, né en 1961 ou 1962 dans l'Indiana, est un ingénieur américain qui a été le dixième directeur du centre de vol spatial Marshall de la NASA à Huntsville, Alabama.

## Biographie

### Jeunesse, famille et formation
King est né dans l'Indiana et a grandi à Sumter, en Caroline du Sud,.
Il a obtenu une licence en génie mécanique à l'Université de Caroline du Sud, puis, en 1991, un master en administration des affaires à l'Florida Institute of Technology.

### Carrière
King a rejoint la NASA en 1983 en tant qu’ingénieur du système de propulsion principal. Par la suite, il a également été responsable du véhicule et directeur des opérations (1992–1996) pour la navette spatiale Discovery, supervisant la préparation avant vol, les tests et la vérification de l’orbiteur,.
Il a été nommé directeur adjoint par intérim de la direction des opérations d’installation en 1995, directeur adjoint du traitement des navettes en 1996, directeur des lancements de navettes en 1997, puis directeur du traitement des navettes en 1999.
King a été directeur adjoint du Marshall Space Flight Center de novembre 2002 jusqu'à sa nomination au poste de directeur, et a également été le principal responsable de la NASA sur le site lors des opérations de récupération consécutives à la catastrophe de la navette spatiale Columbia.
Il a été nommé directeur le 15 juin 2003. Il a pris sa retraite de la NASA le 26 mars 2009.
Peu de temps après, King a rejoint Dynetics, Inc., une entreprise de défense basée à Huntsville, en tant que vice-président exécutif. Il a été promu président en 2013, puis PDG en 2015.

### Vie privée
King a deux filles.